# Najib Razak
Najib Razak, né le 23 juillet 1953, est un homme d'État malaisien. Dirigeant de l'Organisation nationale des Malais unis, il est Premier ministre de 2009 à 2018.
Du temps où il était au pouvoir éclate le scandale retentissant 1Malaysia Development Berhad, révélant un vaste réseau de corruption l'impliquant. Il prend l'initiative de faire clore des enquêtes sur l'affaire, d'écarter des voix critiques du gouvernement, de museler les médias et de procéder à des interpellations de personnes exigeant sa démission. 
Aux Élections législatives malaisiennes de 2018, Barisan Nasional a été battu pour la première fois de l'histoire du pays, remportant 79 sièges sur 222 au Dewan Rakyat. Najib a accepté les résultats des élections et a promis d'aider à faciliter la transition du pouvoir. Le 3 juillet 2018, Najib a été arrêté par la Commission malaisienne de lutte contre la corruption (MACC) à son domicile,. 
Le 28 juillet 2020, un tribunal malaisien condamne à douze ans de prison Najib, jugé coupable dans le procès pour corruption du vaste scandale lié au fonds souverain 1MDB. Le 8 décembre 2021, la condamnation pour corruption de Najib confirmée en appel. Après l'échec de son appel le 23 août 2022, il a été envoyé à la prison de Kajang pour purger sa peine,. Le 2 février 2024, il a obtenu une commutation de sa peine de 12 ans à 6 ans, ce qui a suscité une polémique dans l'opinion publique malaisienne,.
La justice française enquête sur des allégations de corruption dans l'achat de deux sous-marins de la classe Scorpène, par le ministère malaisien de la Défense en 2002, à l'époque où Najib était ministre de la Défense. Les allégations sont qu'Abdul Razak Baginda, un assistant de Najib, a reçu des paiements de « commissions » du constructeur de sous-marins français DCNS. Altantuya Shaariibuu, une Mongole engagée comme traductrice française pour faciliter l'achat des sous-marins et de la maîtresse de Baginda, a ensuite tenté de faire chanter Baginda pour une coupe de 500 000 $ et a ensuite été assassinée. 2 policiers, qui étaient des gardes du corps postés à Najib, ont été inculpés et reconnus coupables,,.
Najib purge sa peine à la prison de Kajang, située dans la région de Sungai Jelok, dans la province de Selangor.

## Vie privée

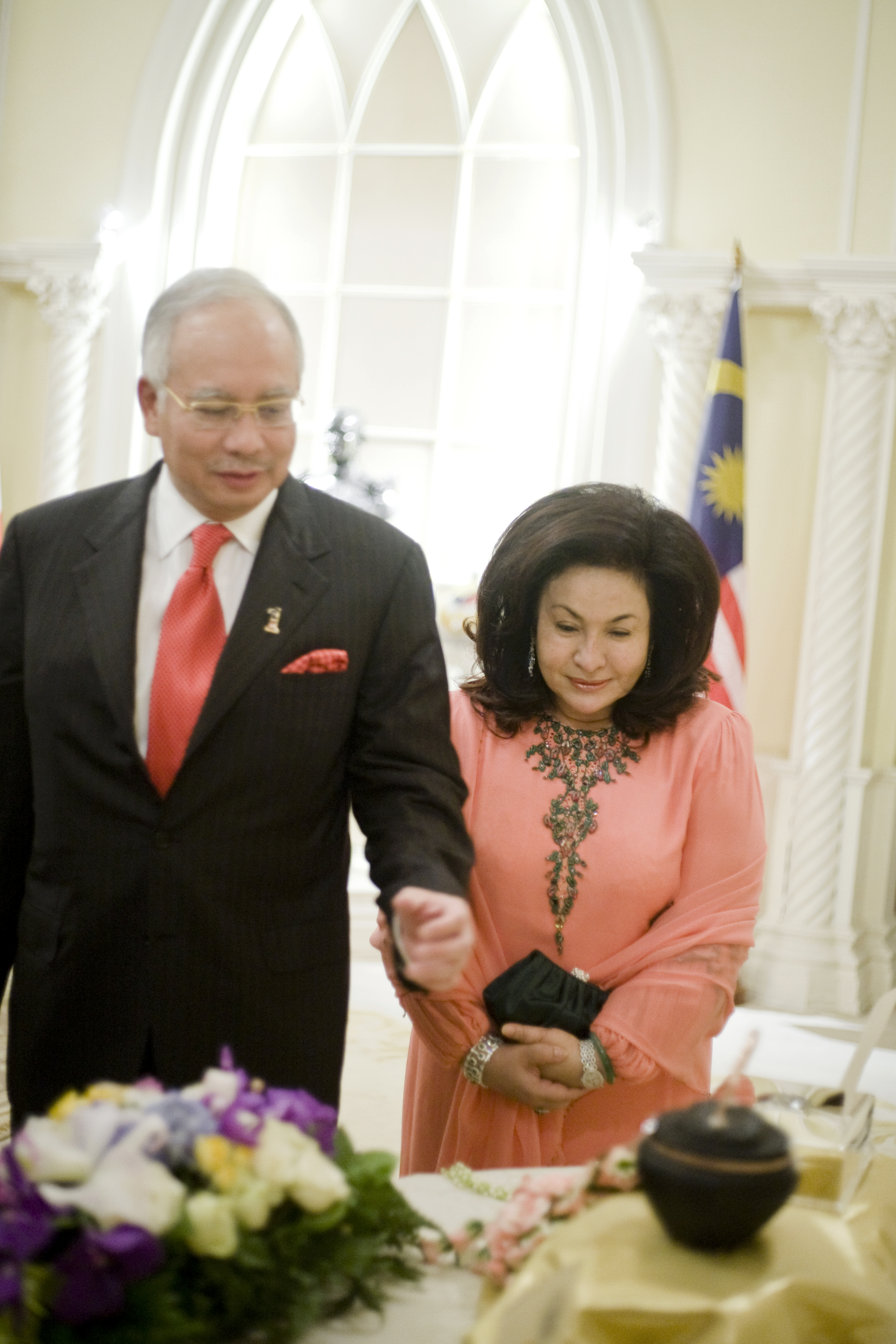
Najib avec sa femme Rosmah Mansor. Rosmah a été critiquée pour son train de vie luxueuse.

En 1976, il se marie avec Tengku Puteri Zainah Tengku Eskandar (dite « Kui Yie »), nièce du sultan du Pahang, avec laquelle il a trois enfants : Nizar Najib (né en 1978), Nazifuddin Najib (né en 1985) et Puteri Norlisa Najib. Le couple divorce en 1987 et Najib Razak épouse Rosmah Mansor, une roturière divorcée, dont il a deux enfants : Norashman Najib et Nooryana Najwa Najib. Rosmah était très impopulaire en raison de ses dépenses extravagantes, notamment des sacs à main de grande marque et des vêtements de luxe,. 

## Premier ministre (2009-2018)

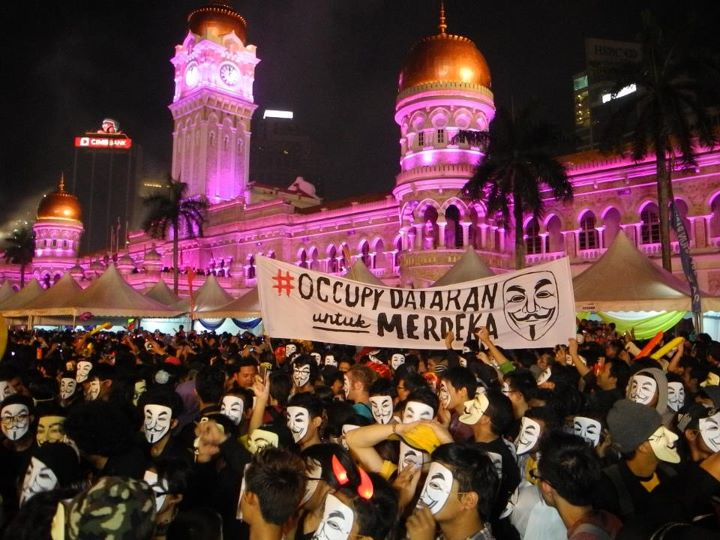
Le 31 décembre 2011, des manifestants portant le masque de Guy Fawkes protestent contre le projet de loi sur l'assemblée pacifique adopté par le gouvernement de Najib le 20 décembre de la même année.

Son régime présente de fortes tendances autoritaires. Des affaires de règlements de compte et d’éliminations de témoins gênants ont également entaché son gouvernement.
Najib est empêtré depuis 2015 dans un scandale de détournement de fonds au détriment de 1Malaysia Development Berhad (1MDB), un fonds souverain qu'il a créé. Et ce alors que ses compatriotes se plaignent de la hausse des prix, surtout depuis la mise en place en 2015 de la TVA.
La Malaisie a tenu ses 14e élections générales le 9 mai 2018. Le Barisan Nasional a subi une défaite surprenante, ne parvenant pas à obtenir la majorité pour la première fois dans l'histoire du pays. Les observateurs ont crédité l'impopulaire taxe sur les biens et services ainsi que le scandale de corruption tourbillonnant 1MDB comme des facteurs clés de la défaite.

## Condamnation pour corruption

### Scandale de 1Malaysia Development Berhad

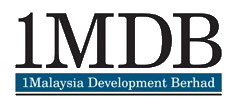
1Malaysia Development Berhad

En juillet 2015, le Wall Street Journal fait part de soupçon de détournement de fonds au profit de Najib Razak portant sur un demi-milliard d'euros (le scandale 1MDB). L'intéressé qui fait preuve d'un autoritarisme croissant et prend des mesures liberticides, évite de s'impliquer directement dans la polémique laissant à ses adjoints le soin de le défendre,. Quelques semaines après la révélation de ce versement, l'ancien vice-premier ministre Muhyiddin Yassin, qui avait réclamé de la transparence sur cette affaire, avait été limogé par Najib. Et le procureur général de l'époque, Abdul Gani Patail, alors engagé dans l'enquête sur des faits de corruption présumés, avait été démis de ses fonctions et remplacé par Mohamed Apandi Ali, qui a des liens avec le parti au pouvoir de Najib.
La police de Hong Kong ouvre des enquêtes concernant 250 millions de dollars de dépôts dans des succursales du Crédit Suisse à Hong Kong liés à Najib et 1MDB,.
Le 29 février 2016, l'ancien Premier ministre malaisien, Mahathir Mohamad, a annoncé son intention de démissionner du parti au pouvoir, le «United Malays National Organisation» [Organisation de l’Union Nationale Malaisienne], pour protester contre Najib. Mahathir a assumé les responsabilités de Premier ministre de la Malaisie de 1981 à 2003. Il a adressé de vives critiques à Najib, l’accusant de corruption, et de s’attribuer des fonds d'investissement de l’État. 
Le 15 mars 2016, deux journalistes de la télévision australienne ABC, qui enquêtaient sur le sujet, ont été expulsés du pays.
Le 12 mai 2018, deux jours après son départ de la tête du gouvernement, à la suite de la défaite de son parti aux élections législatives malaisiennes de 2018, au profit de la coalition d'opposition Pakatan Harapan, il est interdit de sortie du territoire, à la demande de Mahathir, alors qu'il s'apprêtait à se rendre en Indonésie pour une « pause ». Durant la campagne, son rival l'ancien Premier ministre Mahathir Mohamad, qui lui a finalement succédé, a déclaré vouloir le poursuivre, éventuellement « par Interpol s'il s'enfuyait ».
Ensuite, son domicile, où des sacs de luxe et des diamants sont découverts, est perquisitionné et Razak est entendu par l'agence anticorruption le 22 mai. Ces biens sont saisis par la police.
Le 3 juillet 2018, il est arrêté puis inculpé le lendemain de quatre chefs de corruption. Il est ensuite libéré sous caution.
Il est de nouveau arrêté le 19 septembre 2018 et inculpé le lendemain de quatre nouveaux chefs de blanchiment d'argent. Il est peu après libéré sous caution. Le 4 octobre 2018, son épouse est à son tour inculpée pour détournement de fonds, accusée notamment d’avoir acquis 500 sacs à main, 12 000 bijoux et un nombre impressionnant de paires de chaussures avec de l’argent public.
Son procès débute le 3 avril 2019. Najib nie tout méfait et affirme avoir été trompé par des conseillers financiers - en particulier le financier fugitif Jho Low. Jho Low a été inculpé aux États-Unis et en Malaisie, mais il clame également son innocence. Le 28 juillet 2020, Najib est reconnu coupable, de tous les chefs d’accusation dans son premier procès pour le retentissant scandale de corruption 1MDB. Ses proches sont également accusés d’avoir pillé le fonds souverain Malaysia Development Berhad (1MDB), censé contribuer au développement économique de la Malaisie, dans une fraude de plusieurs milliards de dollars aux ramifications planétaires. Najib est condamné à 12 ans de prison après avoir été reconnu coupable lors de son premier procès dans le cadre du retentissant scandale de corruption 1MDB ; la Haute Cour de Kuala Lumpur le condamne également à une amende de 210 millions de ringgit (49 millions de dollars) après l'avoir reconnu coupable de sept chefs d'accusation liés au pillage du fonds souverain 1Malaysia Development Berhad,,. Il reste libre en l'attente du procès en appel. Le jugement est confirmé en appel le 8 décembre 2021,,.
Le 16 mars 2022, un banc de cinq membres de la Cour fédérale dirigé par le juge en chef Tengku Maimun Tuan Mat a rejeté à l'unanimité l'appel de Najib pour apporter plus de preuves dans l'affaire de corruption SRC International Sdn Bhd dans le but d'annuler sa condamnation et sa peine.
Les détournements de fonds auraient servi à acheter des yachts, des sacs à main luxueux, des appartements, mais aussi à offrir des cadeaux à des stars, comme des tableaux de Picasso à l’acteur Leonardo Di Caprio.
Le 23 août 2022, La Cour fédérale de Malaisie confirme la condamnation pour corruption et la peine de 12 ans de prison de Najib Razak en lien avec le détournement de fonds souverains de 1Malaysia Development Berhad. Najib Razak est le premier ancien Premier ministre malaisien à être emprisonné.. La présidente de la Cour fédérale, Maimun Tuan Mat, qui s'exprimait au nom des cinq juges a déclaré que le tribunal avait estimé que les "plaintes de M. Najib contenues dans la procédure d'appel étaient dénuées de tout fondement".
En janvier 2025, la cour d'appel de Malaisie (en) a accordé à l'ex-premier ministre emprisonné Najib Razak le droit d'accéder à un document qu'il affirme pouvoir lui permettre de purger sa peine à domicile, marquant une rare victoire juridique dans ses batailles judiciaires liées au scandale 1MDB. Une lettre récente du palais royal a confirmé l'existence d'un ordre royal pour une assignation à résidence, qui a maintenant été reconnu publiquement pour la première fois.

## Critiques et accusations

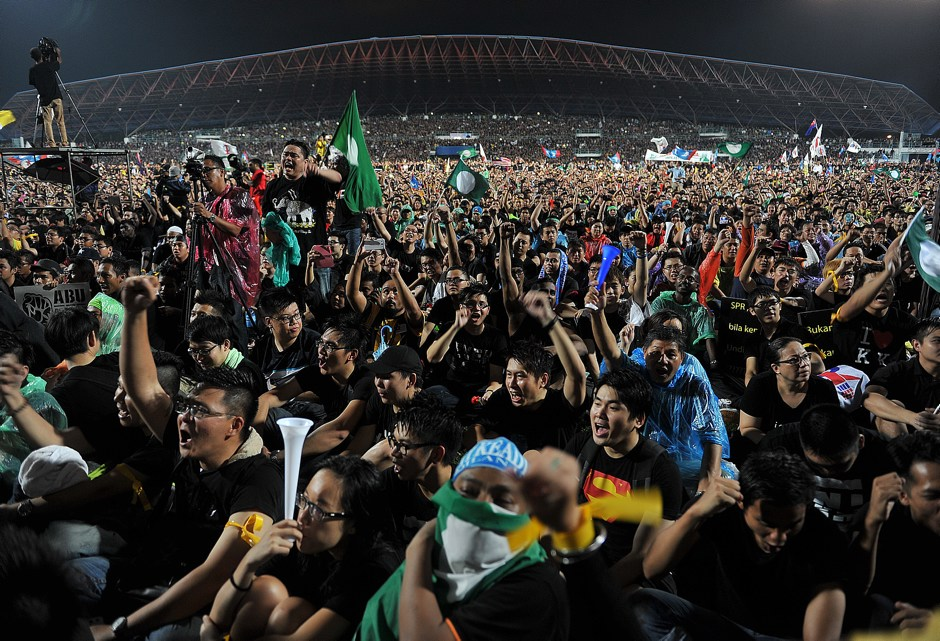
Des manifestants protestent contre la fraude du gouvernement dirigé par Najib lors des Élections législatives malaisiennes de 2013.

Najib est un leader politique controversé qui a été critiqué pour ses divers scandales. Sa femme, Rosmah Mansor, est également accusée de blanchiment d'argent et d'évasion fiscale, et a plaidé non coupable. 

### Meurtre d'Altantuya Shaariibuu[59]
Le 21 juin 2018, la police malaisienne a rouvert le dossier du meurtre macabre d'un jeune mannequin mongol, Altantuya Shaariibuu, une histoire liée aux cercles Najib. 
Altantuya Shaaribuu a été tuée en 2006. Ils lui ont tiré dessus puis ont fait exploser son corps avec des explosifs militaires près de Kuala Lumpur. Cet assassinat a été encadré dans les événements liés au scandale de l'achat de sous-marins français en 2002. 
L'affaire a attiré l'attention de l'opinion publique malaisienne pendant des années. Najib et sa femme, Rosmah Mansor, étaient considérés comme directement impliqués,, mais ont toujours nié catégoriquement les allégations,.
Deux agents du gouvernement ont été condamnés à mort pour le meurtre. L'un s'est enfui en Australie, où il est en détention, et affirme avoir exécuté les ordres de « personnes importantes » en tuant la jeune fille, qui avait une liaison avec Abdul Razak Baginda, une personnalité proche de Najib. Abdul Razak Baginda a été acquitté en 2008 d'avoir commandité le meurtre.
Le 20 juin 2018, le père d'Altantuya s'est rendu en Malaisie et a été reçu par le Premier ministre Mahathir Mohamad, qui a fait pression pour la réouverture de l'enquête.
Le 16 décembre 2019, le tueur reconnu coupable Azilah Hadri a fait une allégation explosive depuis le couloir de la mort de la prison de Kajang - l'ordre de tuer Altantuya Shaariibuu est venu de Najib et du proche associé de ce dernier, Abdul Razak Baginda. Azilah a allégué que Najib l'avait convaincu qu'Altantuya était un espion étranger qui constituait une menace pour la sécurité nationale.

#### Problèmes d'achat de sous-marins Scorpène
L'accord sur le sous-marin Scorpene a gagné en notoriété en raison de ses liens présumés avec l'interprète mongole Altantuya Shaariibuu, dont la mort très médiatisée en 2006 a entraîné la condamnation de deux anciens commandos de la police pour son meurtre.
L'accord de 2002 pour les sous-marins achetés à une société française valait environ 1 milliard d'euros (4,79 milliards de RM) et aurait impliqué la corruption avec une commission d'environ 540 millions de RM à une société écran ayant des liens présumés avec l'ancien assistant de Najib, Abdul Razak Baginda. L'accord impliquant deux sous-marins Scorpène a eu lieu lorsque Najib était ministre de la Défense.
En juillet 2017, le fil de presse AFP a rapporté que les enquêteurs français avaient inculpé deux anciens hauts responsables des sociétés françaises liées pour corruption, tandis que deux autres anciens hauts responsables faisaient également l'objet d'une enquête en France sur cette affaire. Les quatre auraient ensuite nié avoir commis des actes répréhensibles.
Le 22 mai 2018, le ministre malaisien de la Défense, Mohamad Sabu, a déclaré que le Cabinet discuterait de la proposition de création d'un groupe de travail spécial pour enquêter sur la corruption présumée dans l'accord de 2002 sur les sous-marins.
Le 12 juillet 2018, l'ambassadeur de France en Malaisie Frédéric Laplanche a déclaré que la coopération entre les autorités françaises et malaisiennes sur l'affaire des sous-marins était « très bonne », les autorités françaises étant en contact avec le nouveau procureur général Tommy Thomas. Laplanche avait déclaré qu'il sentait une forte volonté de coopérer des deux côtés et s'était dit convaincu que ces questions étaient entre de bonnes mains. 
Le 19 novembre 2018, la Commission malaisienne de lutte contre la corruption (MACC) a rouvert son enquête sur l'achat par la Malaisie en 2002 de deux sous-marins dans lesquels des pots-de-vin ont été présumés. Najib avait été appelé au siège du MACC à Putrajaya pour cette affaire.

### Homosexualité
Dans deux discours prononcés les 27 juin et 19 juillet 2012 devant des groupes musulmans, Najib a décrit les homosexuels comme une « culture déviante » qui n'avait pas sa place en Malaisie. En décembre de la même année, Human Rights Watch a dénoncé les remarques de Najib, affirmant que ses « actions contre les personnes LGBT sont une contradiction flagrante avec son profil autoproclamé de leader "mondial modéré" ». Ces actions comprennent la fermeture d'un festival de la diversité sexuelle en novembre 2011 et d'un programme gouvernemental visant à former les gens à « convertir les homosexuels ».
S'exprimant lors d'un séminaire islamique international à Selangor en août 2015, Najib a soutenu que la Malaisie ne devrait pas soutenir davantage les droits des LGBT. Il a également souligné qu'en tant que pays à majorité musulmane, le gouvernement promet de faire tout ce qu'il peut pour sauvegarder et défendre les droits de l'homme, mais seulement s'il n'entre pas en conflit avec les enseignements islamiques. La Malaisie ne peut plus défendre des « droits de l'homme plus extrêmes » tels que les droits des homosexuels, des lesbiennes et des transgenres. Les organisations internationales de défense des droits de l'homme ont bombardé Najib et ont mis Najib au défi de se retirer des Nations unies s'il ne prenait pas au sérieux les questions relatives aux droits de l'homme et ne défendait pas les droits de l'homme.

### Manifestations anti-Najib

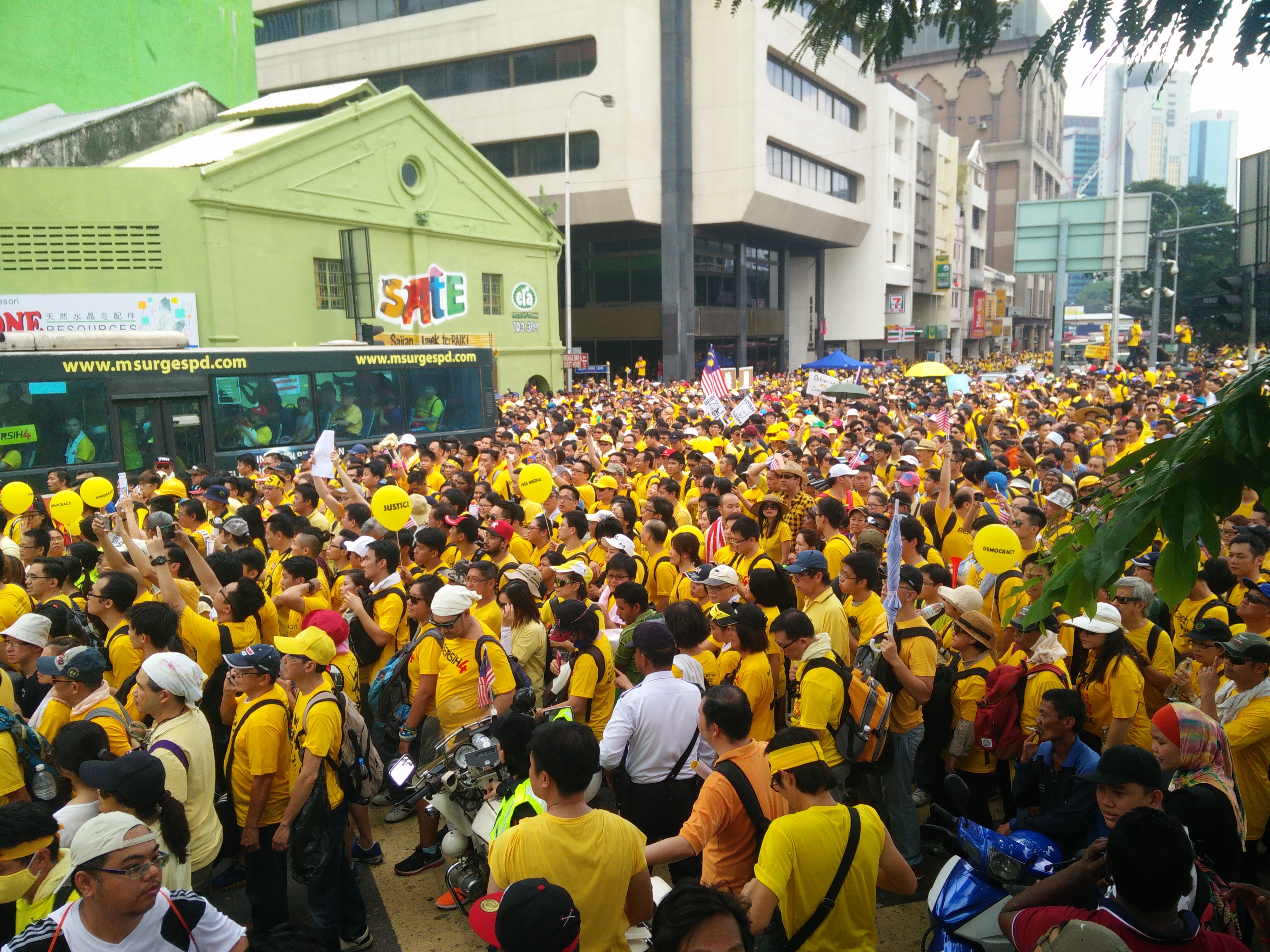
Après le déclenchement Scandale de 1Malaysia Development Berhad, l'ONG malaisienne Clean and Fair Election Alliance a tenu sa quatrième assemblée pacifique à Kuala Lumpur et dans les principales villes du pays du 29 au 30 août 2015.

Le 29 août 2015, des milliers de manifestants pro-démocratie, partisans du groupe Bersih (Propre) ont défilé dans les rues de Kuala Lumpur. Ils réclament de grandes réformes et le départ du Najib, soupçonné de corruption.
Plusieurs dizaines de milliers de personnes sont descendues ce 19 novembre 2016 dans les rues de Kuala Lumpur pour demander une nouvelle fois la démission de Najib.

### Projet de loi de 2015 sur le Conseil de sécurité nationale
En décembre 2015, le projet de loi 2015 sur le Conseil de sécurité nationale a été adopté au Parlement après un débat marathon de six heures. Le projet de loi confère à Najib des pouvoirs sans précédent, tels que la capacité de déterminer ce qui constitue un problème de sécurité et de considérer n'importe quelle partie de la Malaisie comme une zone de sécurité. Dans la zone, les autorités peuvent procéder à des arrestations, effectuer des perquisitions ou saisir des biens sans mandat. Le projet de loi a été critiqué par des groupes de défense des droits humains pour avoir permis au gouvernement d'abuser de son pouvoir. Le barreau malaisien l'a qualifié de « cruel envers un gouvernement autoritaire ». Le gouvernement a défendu le projet de loi, le ministre Shahidan Kassim affirmant que la loi était nécessaire pour permettre une meilleure coordination et une réponse uniforme si le pays était confronté à une menace pour la sécurité, et que la loi ne violait pas les droits de l'homme garantis par la fédération constitutionnelle.

### Le pire ministre des Finances d'Asie
Le 1er février 2016, Najib a été nommé le pire ministre des Finances d'Asie,,.

### Riz vs quinoa
Le 22 février 2018, c’est au cours d’une réunion visant à discuter le budget d’un des programmes sociaux de l’État Najib a déclaré : « Je ne mange pas de riz. Je mange du quinoa. Mon fils me l’a fait découvrir. C’est meilleur que le riz »,,,.
Ses opposants y voient un signe de richesse, déconnecté de l'ordinaire des Malaisiens. Lim Guan Eng, ministre en chef de l’État malaisien de Penang, a souhaité marquer son opposition en annonçant : « Le riz gagnera contre le quinoa ». Un autre opposant au Najib, Mahathir Mohamad, a fait de même en déclarant : « Je ne mange que du riz local ».
Lim Kit Siang, le leader du Democratic Action Party (DAP), le principal parti d'opposition, a ajouté son grain de sel. Il a rappelé que le quinoa coûtait aujourd'hui 23 fois plus cher que le riz en Malaisie, fustigeant une nourriture que seules les 2 % des personnes les plus riches du pays peuvent s'offrir. « Je dois avouer qu'avant que Najib en parle, je n'avais jamais entendu parler du quinoa. Je ne savais même pas que ça existait », a-t-il déclaré lors d'une conférence de presse, relate le journal local The Malaysian Insight. « Cela me fait penser à l'histoire de Marie-Antoinette. La dernière reine de France avant la Révolution de 1789. Elle aurait dit 'de manger de la brioche' à des paysans qui n'avaient plus de pain ». « Ces 14e élections générales seront celles du quinoa contre le riz. Un gouvernement intègre contre la cleptocracie. Najib contre le peuple malaisien », résume-t-il lapidaire. 
Face à ce bad buzz, les membres de l’équipe de campagne de Najib ont tenté de le défendre via une publication Facebook. Ils ont annoncé que la préférence du Najib pour le quinoa était due à un « régime alimentaire sain », avant d’ajouter : « Nous devons noter que le Najib participe à de nombreux événements toutes les semaines et qu’il s’alimente de divers repas, incluant du riz ».

### Arriérés d'impôts
Le 25 juin 2019, le gouvernement malaisien, par l'intermédiaire de l'Inland Revenue Board (IRB), a intenté une action contre Najib exigeant qu'il paie 1,69 milliard de RM d'impôt sur le revenu impayé, un taux d'intérêt de 5 % par an à compter de la date du jugement, des frais et toute autre réparation jugée appropriée par le tribunal.
Le 22 juillet 2020, la Haute Cour a statué que Najib devait payer les arriérés d'impôts supplémentaires de la CISR pour la période 2011 à 2017 s'élevant à 1,69 milliard de RM après avoir autorisé la demande de la CISR à porter un jugement direct contre lui.
Le 6 avril 2021, la CISR a déposé un avis de mise en faillite contre Najib pour non-paiement de l'impôt sur le revenu d'un montant de 1,69 milliard de RM,.

### Condamné à la prison
Le 28 juillet 2020, Najib a été reconnu coupable de tous les chefs d’accusation dans son premier procès pour le retentissant scandale de corruption 1MDB. La Haute Cour de Kuala Lumpur l’a condamné à douze ans de prison. Il devra également s’acquitter d’une amende de 210 millions de ringgit (42 millions d’euros). 
Le 8 décembre 2021, une cour d’appel malaisienne a confirmé la condamnation pour corruption de Najib et une peine de 12 ans de prison pour le scandale 1MDB de plusieurs milliards de dollars. 

### Violation de la SOP
Le 6 mai 2021, Najib a été condamné à une amende de 3 000 RM pour avoir enfreint le SOP. Le 17 novembre, Najib a de nouveau été accusé d'avoir enfreint le SOP.
Le 10 mars 2022, le ministre malaisien de la Santé, Khairy Jamaluddin, a révélé que Najib avait été condamné à cinq amendes pour avoir enfreint les SOP pendant la période de campagne électorale de Johor,. 

### Révocation du titre «Datuk Seri»

#### Negeri Sembilan
Le 26 octobre 2018, le palais Negri Sembilan a révoqué les titres Datuk Seri conférés à Najib et à sa femme Rosmah Mansor.

#### Selangor
Le 10 mai 2019, le dirigeant de Selangor, le sultan Sharafuddin Idris Shah, a suspendu les titres décernés à Najib et Rosmah Mansor, dans l'attente de leurs affaires judiciaires respectives. Najib a reçu le Keahlian Darjah Kebesaran Seri Paduka Mahkota Selangor (S.P.M.S.) Kelas Pertama, qui porte le titre Datuk Seri, en 2004.
Le 13 septembre 2022, le sultan de Selangor a officiellement révoqué son titre de Datuk Seri après l'emprisonnement de Najib.

#### Penang
Le 15 septembre 2022, le gouverneur de Penang, Ahmad Fuzi Abdul Razak, a accepté de retirer le prix Datuk Seri Utama décerné à Najib.